# Красноармейский (Приморский край)
Красноарме́йский — железнодорожный разъезд (населённый пункт) в Партизанском городском округе Приморского края.

## География
Железнодорожный разъезд Красноармейский Владивостокского отделения Дальневосточной железной дороги расположен на железнодорожной линии Угольная — Партизанск, в долине малой реки, правого притока реки Тигровая.
Дорога к разъезд Красноармейский идёт на северо-запад от Партизанска, расстояние по автодороге до центральной части города около 12 км. От разъезда Красноармейский на запад идёт дорога к станции Фридман, расстояние около 10 км.

## Население
| 2002 | 2010 |
| ---- | ---- |
| 26   | ↘17  |

## Улицы
В населённом пункте имеются две улицы: Красноармейская и Цветочная.